# 東京成徳短期大学
東京成徳短期大学（とうきょうせいとくたんきだいがく、英語: Tokyo Seitoku College）は、東京都北区十条台1-7-13に本部を置く日本の私立大学。1925年創立、1965年大学設置。大学の略称は成徳短大。

## 概観

### 大学全体
- 東京成徳短期大学は、東京都北区内にある日本の私立短期大学。学校法人東京成徳学園により1965年に設置された。かつては、女子を対象とした短大となっていたが、現在完全に共学となっている。

### 建学の精神（校訓・理念・学是）
- 東京成徳短期大学における建学の精神は「成徳=徳を成す」となっている。学名の由来はこれに因んでいる。

### 教育および研究
- 短大附属幼稚園での教育実習も取り入れられている。
- オーストラリア・ヨーロッパ諸国・アメリカでの海外研修・英語研修が実施されている。

### 学風および特色
- 東京成徳短期大学では、クラス担任制を取り入れている。
- 2003年度より、長期履修制度が取り入れられている。最大で、6年まで在籍できる。

## 沿革
- 1925年 王子高等女学校が創設される。
- 1931年12月 東京成徳高等女学校に校名変更される。
- 1965年 東京成徳短期大学開学。
  - 文科
- 1966年 幼児教育科を増設。
  - 文科を専攻分離。
    - 国文専攻
    - 英文専攻
- 2000年 学科名を変更する。
  - 文科→言語文化コミュニケーション科：専攻別の募集は2003年度まで
    - 国文専攻→日本語文化専攻
    - 英文専攻→英語文化専攻
- 2001年 ビジネス心理科（わが国初の学科）を増設。
- 2004年 一部男女共学となる。言語文化コミュニケーション科の専攻の募集停止。
- 2008年 言語文化コミュニケーション科を共学化する。
- 2009年 大学に経営学部を設置したため、ビジネス心理科の募集を停止。専攻科幼児教育専攻を廃止。
- 2013年 ビジネス心理科を廃止。

## 基礎データ

### 所在地
- 本部キャンパス（東京都北区十条台1-7-13）

### 交通アクセス
- JR埼京線十条駅下車、徒歩5分。
- JR京浜東北線東十条駅下車、徒歩10分。

### 象徴
東京成徳短期大学のシンボルマークは、青色の五本の柱（東京成徳学園の教育目標である「おおらかな情操」・「高い知性」・「健全なる身体」・「勤労の精神」・「実行の勇気」を意味する）と黄色の三本の柱（「調和」・「成果」・「理想」を意味する）である。

## 教育および研究

### 組織

#### 学科
- 幼児教育科

#### 過去にあった学科
- 言語文化コミュニケーション科：2012年度より学生募集停止。
- ビジネス心理科：東京成徳大学経営学部設置に伴い2010年3月廃止。

#### 専攻科
- なし

#### 過去にあった専攻科
- 幼児教育専攻：2009年3月に廃止

#### 別科
- なし

##### 取得資格について
- 保育士資格と幼稚園教諭二種免許状が幼児教育科にて取得できる。
- 2007年度入学生までを対象に、中学校教諭二種免許状が設けられていた。
  - 国語：言語文化コミュニケーション学科英語コース（旧・英語文化専攻）
  - 英語：言語文化コミュニケーション学科日本語日本文化コース（旧・日本語文化専攻）

#### 附属機関
- 東京成徳短期大学図書館

### 研究
- 幼児教育科の研究誌『桐の花』が発行されている。

## 学生生活

### 部活動・クラブ活動・サークル活動
- 東京成徳短期大学のクラブ活動
  - 体育系：舞踊・テニス・バドミントン・バレーボールほか
  - 文化系：児童文化・茶道・書道ほか

### 学園祭
- 東京成徳短期大学の学園祭は「桐友祭」と呼ばれ毎年、概ね10月下旬に行われる。

## 大学関係者と組織

### 大学関係者一覧

#### 出身者
- 田中好子（歌手（キャンディーズ）、女優）
- 大桃美代子（タレント、文科英文専攻卒業）
- 佐久間純子（声優、幼児教育科卒業）
- 小浜ユリ（児童文学作家）

## 施設

### キャンパス

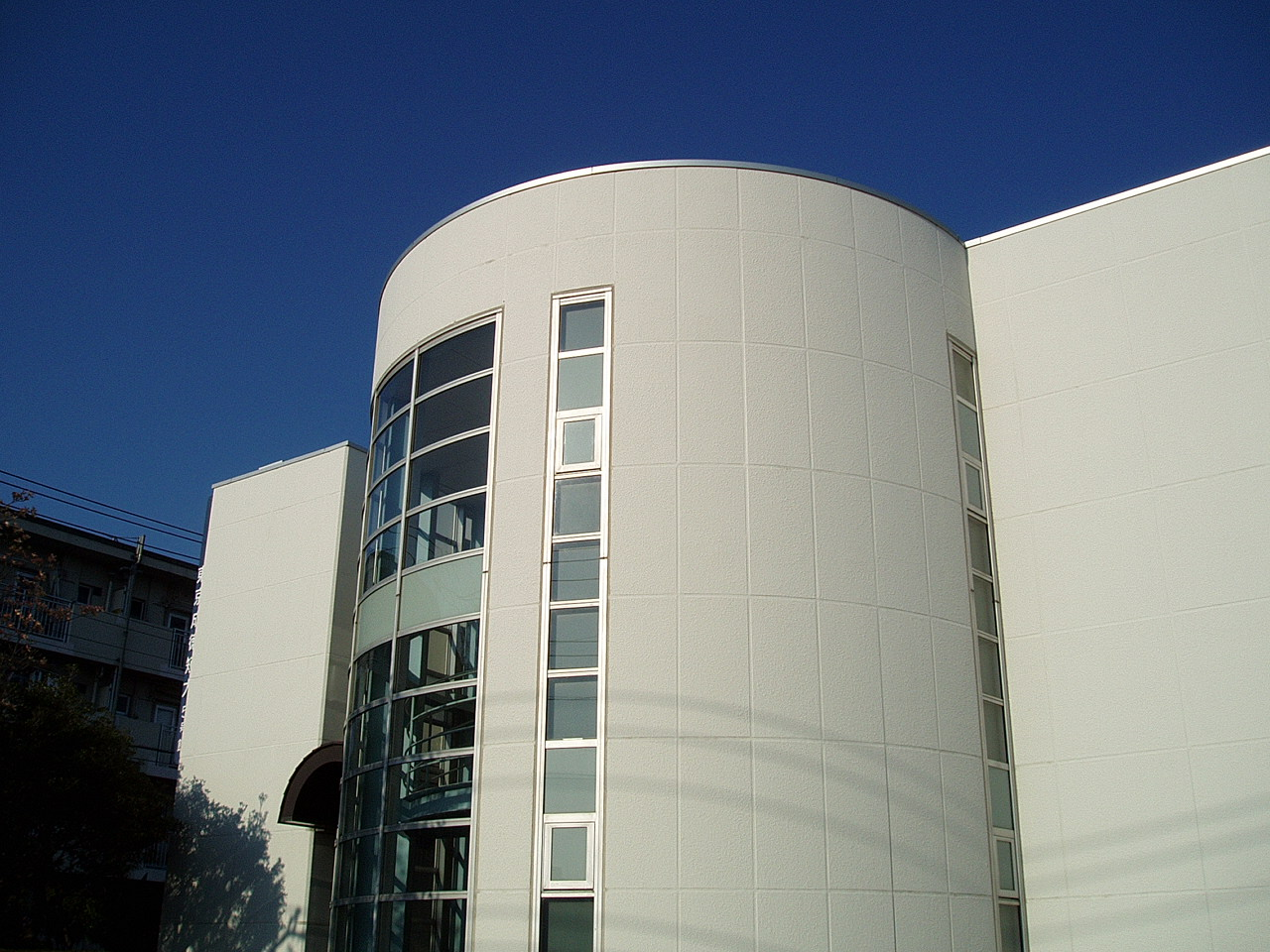
5号館

- 1号館
- 2号館
  - 体育館
- 3号館
- 4号館
  - ピアノ室
- 5号館
- 7号館
  - 学生会館
- 8号館
- 9号館
  - 図書館
- テニスコート

## 対外関係

### 他大学との協定

#### オーストラリア
- シドニー大学

### 系列校
- 東京成徳大学

## 卒業後の進路について

### 就職について
- 言語文化コミュニケーション科：ジェイティービー・近畿日本ツーリスト・伊勢丹・資生堂・オンワード樫山・城南信用金庫・京セラケミカルほか。
- 幼児教育科：保育所をはじめとした児童福祉施設や幼稚園教員が多い。幼稚園、保育園からの求人に応じられないことが悩みとか。
- ビジネス心理科：川口信用金庫・キャンドゥ・カネボウ化粧品・ファイブフォックスほか

### 編入学・進学実績
- 言語文化コミュニケーション科：杏林大学ほか
- 幼児教育科：系列の東京成徳大学子ども学部や東京成徳短期大学専攻科への進学者が多い傾向にある。
- ビジネス心理科：群馬県立女子大学・聖学院大学・目白大学・愛国学園大学・明海大学・帝京大学・東京家政学院大学・東京経済大学ほか

## 附属学校
- 東京成徳短期大学附属幼稚園
- 東京成徳短期大学附属第二幼稚園